# Tatiana Romanova
Pour les articles homonymes, voir Romanov (homonymie).
 (février 2024).
Si vous disposez d'ouvrages ou d'articles de référence ou si vous connaissez des sites web de qualité traitant du thème abordé ici, merci de compléter l'article en donnant les références utiles à sa vérifiabilité et en les liant à la section « Notes et références ».
Tatiana « Tania » Romanova est un personnage de fiction dans le roman de James Bond Bons Baisers de Russie paru en 1957 et dans le film adapté en 1963.
Agent féminin russe travaillant pour le KGB, elle ignore qu'elle est manipulée par le SMERSH (par le SPECTRE dans le film) et qu'elle est impliquée dans un complot visant l'assassinat de James Bond. Lorsqu'elle apprend la vérité, elle se retourne contre ses employeurs et s'associe à l'espion anglais dont elle est tombée amoureuse.

## Cinéma
Elle est interprétée par Daniela Bianchi dans Bons baisers de Russie mais est doublée par Barbara Jefford.

## Jeu vidéo
Le personnage apparait dans le jeu vidéo Bons baisers de Russie. C'est Kari Wahlgren qui lui prête sa voix.

## Note
1. 1 2  Le roman Bons baisers de Russie est d'abord paru en France sous le titre Échec à l'Orient-Express, avant d'être renommé après la sortie du film.
2. ↑  MI6, « Tatiana Romanova », sur MI6 (consulté le 11 avril 2023)